# Franz Nachtegall

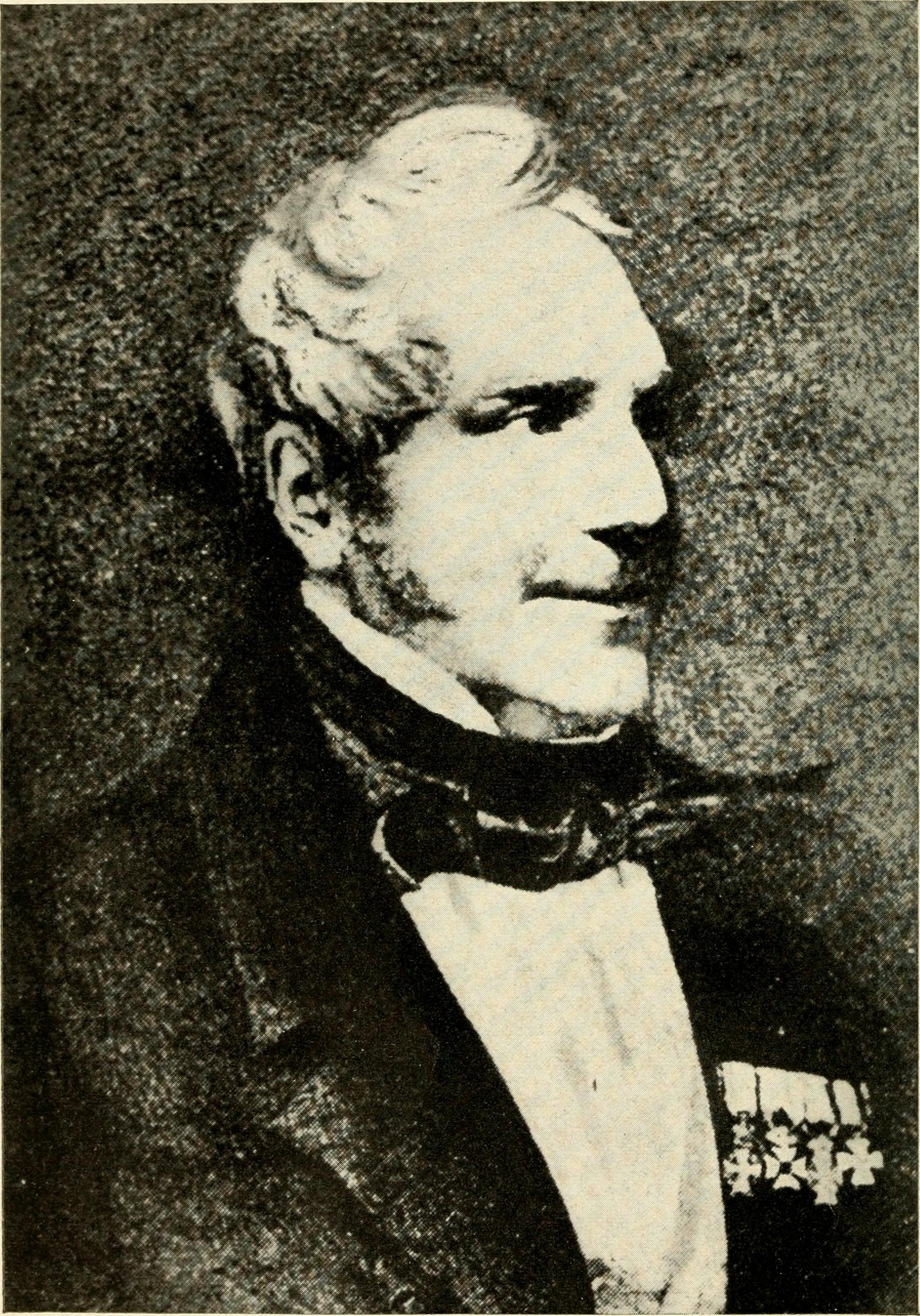
Franz Nachtegall

Vivat Victorius Franciscus „Franz“ Nachtegall (* 3. Oktober 1777 in Kopenhagen; † 12. Mai 1847 in Kopenhagen) war ein dänischer Professor für Gymnastik. Nachtegall gründete den ersten Turnverein und betrieb die Einführung des Schulturnens in Dänemark.

## Leben
Nachtegall studierte Theologie und musste das Studium wegen des Todes seines Vaters ohne Examen abbrechen. Der französische Fechtmeister Ebbs hatte ihn unterrichtet. Nachdem er Johann Christoph Friedrich GutsMuths Gymnastik für die Jugend (1793) gelesen hatte, führte er die Gymnastik nach GutsMuths in Dänemark ein, wobei er von König Friedrich VI. unterstützt wurde. Dieser ernannte ihn zum Professor für Gymnastik an der Universität Kopenhagen (1804). Nachtegall gründete 1798 in Kopenhagen den ersten Turnverein der Welt, eine Gymnastische Gesellschaft. 1799 folgte seine Privatturnschule (Christianis Institut), 1804 das Militärgymnastische Institut, 1808 bis 1816 eine Zivilabteilung. 1814 war Dänemark das erste Land der Welt, in dem an staatlichen Schulen Schulturnen für Jungen eingeführt wurde (ab 1838 durch Nachtegall auch für Mädchen). Bis 1828 hatte es sich in den Schulen durchgesetzt. 1839 wurde von Nachtegall eine staatliche Normalschule zur Ausbildung von Gymnastiklehrern gegründet, in denen nach seinen Lehrbüchern unterrichtet wurde.